# Huaihua
Huaihua är en stad på prefekturnivå i Hunan-provinsen i södra Kina, omkring 280 kilometer väster om provinshuvudstaden Changsha.

## Militär betydelse
Huaihua has en central betydelse för Kinas kärnvapenstridskrafter. Här är högkvarteret och förvaringsutrymmet för den andra artillerikårens "Bas 55" belägen. Den har ansvar för Kinas interkontinentala ballistiska kärnvapenrobotar som kan nå mål i kontinentala USA och Stilla havsregionen. Basen har fyra missilbrigader i Jingzhou, Shaoyang, Huitong och Yichun.

## Administrativ indelning
Huaihua har en total yta som är något mindre än Dalarna. Den egentliga staden Huaihua består av ett enda stadsdistrikt som har endast 12 procent av prefekturens befolkning. 97 procent av prefekturens yta består av landsbygd, som är indelad i fyra reguljära härad och fem autonoma härad för olika etniska grupper. Dessutom lyder en satellitstad på häradsnivå under Huaihua.
- Stadsdistriktet Hecheng (鹤城区), 729 km², 330 000 invånare, centrum, säte för stadsfullmäktige;
- Häradet Yuanling (沅陵县), 5 825 km², 630 000 invånare;
- Häradet Chenxi (辰溪县), 1 977 km², 500 000 invånare;
- Häradet Xupu (溆浦县), 3 438 km², 850 000 invånare;
- Häradet Zhongfang (中方县), 1 467 km², 260 000 invånare;
- Häradet Huitong (会同县), 2 245 km², 340 000 invånare;
- Autonoma häradet Mayang för miao (麻阳苗族自治县), 1 561 km², 360 000 invånare;
- Autonoma häradet Xinhuang för  dong-folket (新晃侗族自治县), 1 511 km², 250 000 invånare;
- Autonoma häradet Zhijiang för dong-folket (芷江侗族自治县), 2 096 km², 360 000 invånare;
- Autonoma häradet Jingzhou för miao- och dong-folken (靖州苗族侗族自治县), 2 211 km², 260 000 invånare;
- Autonoma häradet Tongdao för dong-folket (通道侗族自治县), 2 225 km², 220 000 invånare;
- Staden Hongjiang (洪江市), 2 279 km², 500 000 invånare.